# Blastobasis melanella
Blastobasis melanella é uma espécie de mariposa do gênero Blastobasis pertencente à família Coleophoridae.